# یوانما (بازیکن فوتبال، زاده ۱۹۷۸)
یوانما (انگلیسی: Juanma؛ زادهٔ ۳ ژانویهٔ ۱۹۷۸) بازیکن فوتبال اهل اسپانیا است.
از باشگاه‌هایی که در آن بازی کرده‌است می‌توان به باشگاه فوتبال هرکولس و باشگاه فوتبال رئال مورسیا اشاره کرد.